# Landschaftsfriedhof Gatow

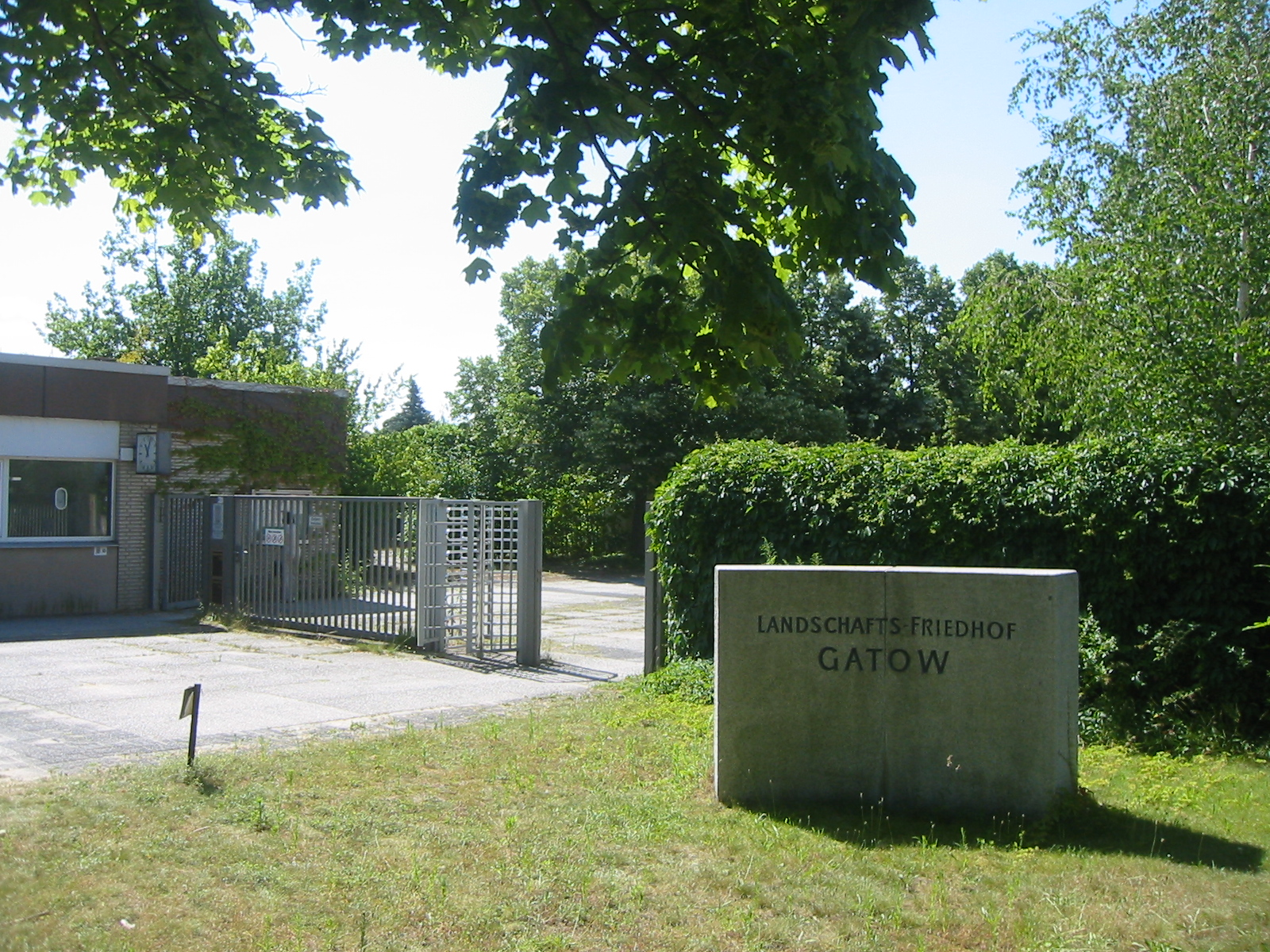
Eingang zum Landschaftsfriedhof

Der Landschaftsfriedhof Gatow ist ein rund 18 Hektar großer Friedhof im Berliner Ortsteil Gatow im Bezirk Spandau.

## Lage und Geschichte

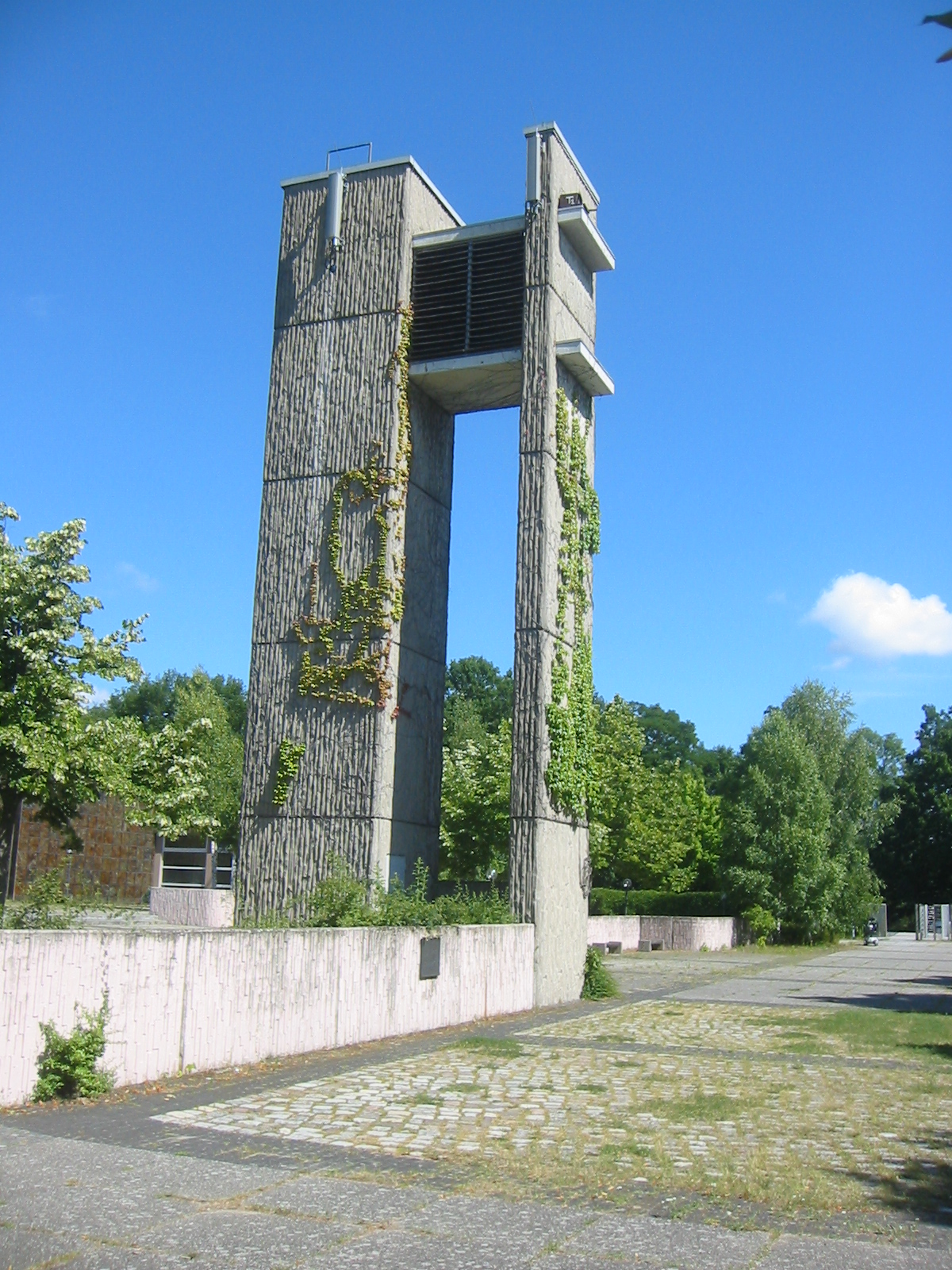
Glockenturm

Der Bezirk Spandau verfügt mit dem Friedhof In den Kisseln über ein 62 Hektar großes Gelände im Ortsteil Falkenhagener Feld. Er wurde in den letzten Jahrzehnten mehrfach erweitert, letztmals von 1964 bis 1972. Bereits zu dieser Zeit dachte man über eine Neuanlage nach, jedoch wurden die Pläne durch den Bau der Berliner Mauer obsolet. 1969 begannen daher die Planungen, einen weiteren Friedhof auf den ehemaligen Rieselfeldern in Gatow zu gründen. Am 27. Oktober 1982 konnte der Landschaftsfriedhof Gatow nach einer Bauzeit von sechs Jahren eröffnet werden. Bald darauf stellte man jedoch fest, dass der Bedarf nicht so hoch war, wie angenommen. Um den Friedhof für weitere Gruppen zu erweitern, richtete man zum 3. Oktober 1988 ein islamisches Grabfeld ein, auf dem die Grabstellen in Richtung Mekka ausgerichtet sind. Diese Flächen wurden 2012 nochmals erweitert. Dabei wurden 8000 m² neu gestaltet, sodass rund 900 Wahlgräber entstanden. Seit dem 11. Oktober 1994 können auch Verstorbene des griechisch-orthodoxen Glaubens in einem weiteren abgetrennten Teil bestattet werden.
Betritt man das Gelände durch den Haupteingang, so fällt zunächst der abgesetzte Glockenturm auf. Hieran befindet sich eine Gedenkplatte für den Maler und Grafiker Wolfgang Peuker. Zur rechten Hand liegt die Kapelle mit einer Kapazität von 126 Sitzplätzen. Sie wurde in den Jahren 1982 und 1983 vom Hochbauamt Spandau errichtet und verfügt über drei Bronzeglocken.

## Grabstätten (Auswahl)

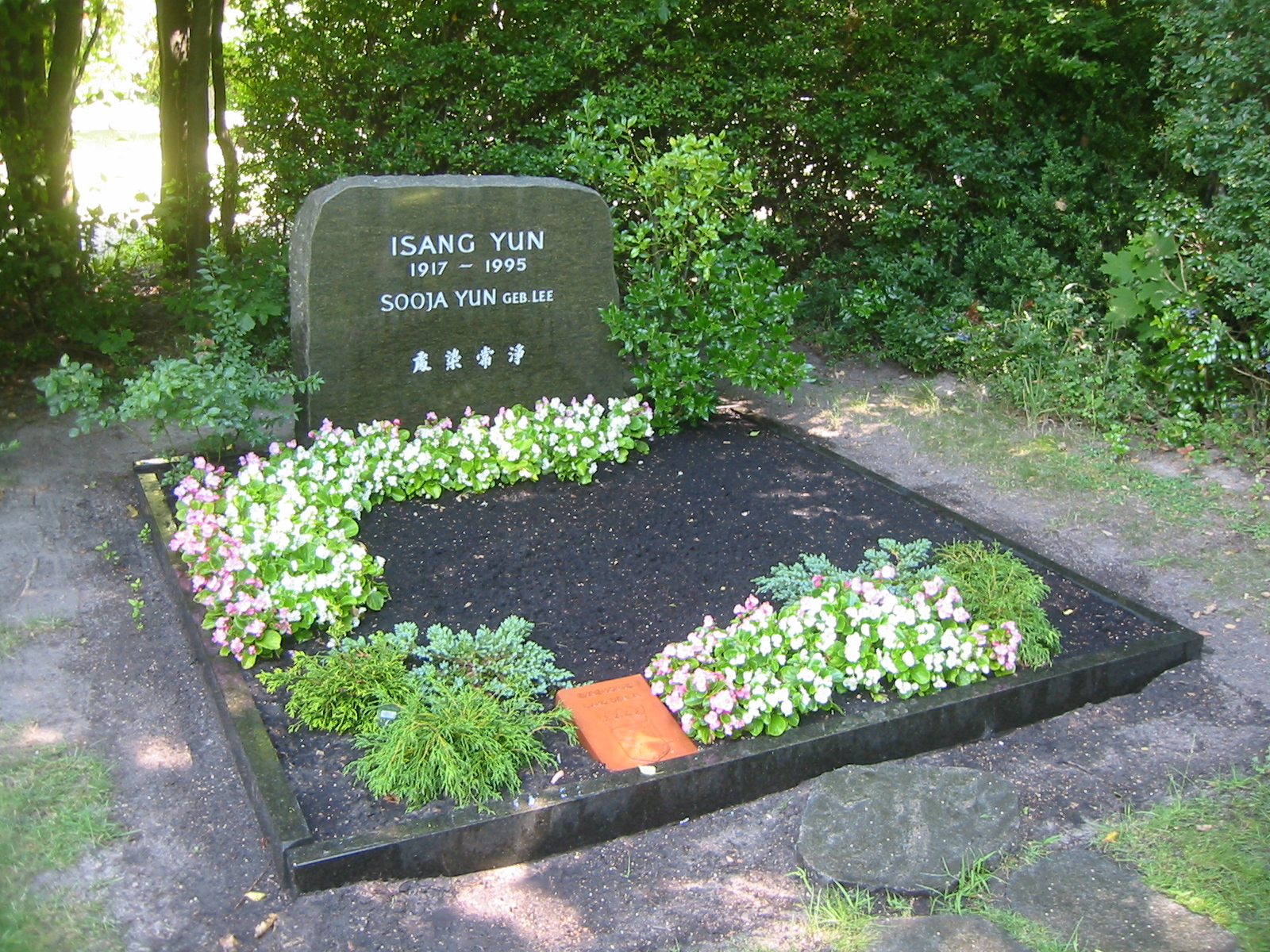
Ehemalige Grabstätte von Yun I-sang, bis zur Umbettung ein Ehrengrab des Landes Berlin

- Yun I-sang (1917–1995), deutscher Komponist koreanischer Abstammung, 2018 nach Südkorea umgebettet.
- Kadir Nurman (1933–2013), Erfinder des Döner Kebab in Berlin/Deutschland
- Wolfgang Peuker (1945–2001), Maler und Grafiker
- Hatun Sürücü (1982–2005), eine Deutsche kurdischer Herkunft, die einem sogenannten Ehrenmord zum Opfer fiel